# Пчеловидки
Пчеловидки, или ильницы (лат. Eristalis), — огромный род мух-журчалок из подсемейства Eristalinae.

## Описание
Журчалки — мухи крупных или средних размеров, похожие на пчёл или шмелей. Ячейка r1 на крыле замкнутая; R4+5 сильно изогнута и погружена в ячейку r4+5. Личинки, так называемые крыски, имеют длинную дыхательную трубку, напоминающую крысиный хвост.

## Экология и местообитания
Взрослые мухи, как и все другие виды семейства журчалок, питаются нектаром. Личинки обитают в водоёмах, богатых гниющей растительностью, во влажных гниющих органических веществах и навозе, некоторые виды — в уборных.

## Паразитизм
Яйца ильницы цепкой (Eristalis tenax) могут быть проглочены человеком. Из попавших в кишечный тракт яиц вылупляются личинки, которые вызывают миаз. Крыски иногда вызывают специфическую паразитарную болезнь — эристалёз, который может протекать бессимптомно.

## Виды
Некоторые виды:
- Eristalis abusiva Collin, 1931
- Eristalis alleni Thompson, 1997[1][5]
- Eristalis alpina (Panzer, 1798)
- Eristalis anthophorina (Fallén, 1817)
- Eristalis arbustorum (Linnaeus 1758)
- Eristalis bardus (Say, 1829)
- Eristalis bellardii Jeannicke, 1867)[5]
- Eristalis bogotensis Macquart, 1842[5]
- Eristalis brousii Williston, 1882
- Eristalis calida Walker, 1849
- Eristalis cerealis Fabricius, 1805
- Eristalis circe Williston, 1891[5]
- Eristalis corymbus Violovitsh, 1975
- Eristalis croceimaculata Jacobs, 1900[5][6]
- Eristalis cryptarum (Fabricius, 1794)
- Eristalis deserta Violovitsh, 1977
- Eristalis dimidiatus (Wiedemann, 1830)
- Eristalis dubia Macquart, 1834
- Eristalis fenestratus de Meijere, 1908
- Eristalis flavipes Walker, 1849
- Eristalis fratercula (Zetterstedt, 1838)
- Eristalis gatesi Thompson, 1997[5]
- Eristalis gomonojunovae Violovitsh, 1977
- Eristalis hirta Loew, 1866
- Eristalis horticola (De Geer, 1776)
- Eristalis interruptus (Poda, 1761)
- Eristalis intricarius (Linnaeus 1758)
- Eristalis japonica van der Goot, 1964
- Eristalis jugorum Egger, 1858
- Eristalis kamtshatica Violovitsh, 1977
- Eristalis latifrons Zetterstedt, 1843
- Eristalis lineata (Harris, 1776)
- Eristalis lunata de Meijere, 1908, 1776
- Eristalis marfax Curran, 1947
- Eristalis nemorum (Linnaeus 1758)
- Eristalis obscura (Loew, 1866)
- Eristalis oestracea (Linnaeus 1758)
- Eristalis pacifica Violovitsh, 1977
- Eristalis pertinax (Scopoli, 1763)
- Eristalis persa Williston, 1891[5]
- Eristalis picea (Fallén, 1817)
- Eristalis pratorum Meigen, 1822
- Eristalis precipuus Williston, 1888
- Eristalis pseudorupium Kanervo, 1938
- Eristalis rabida Violovitsh, 1977
- Eristalis reflugens Doleschall, 1858
- Eristalis rossica Stackelberg 1958
- Eristalis rupium Fabricius, 1805
- Eristalis saphirina Bigot, 1880
- Eristalis saxorum Wiedemann, 1830
- Eristalis semicirculus Walker, 1852
- Eristalis similis (Fallén, 1817)
- Eristalis stipator Osten Sacken, 1877[5]
- Eristalis tammensis Bagatshanova, 1980
- Eristalis tenax (Linnaeus 1758)
- Eristalis tibetica Violovitsh, 1976
- Eristalis transversa (Wiedemann, 1830)
- Eristalis tricolor Bigot, 1880
- Eristalis tundrarum Frey, 1932
- Eristalis vallei (Kanervo, 1934)